# Rincón de Romos (gmina)
Rincón de Romos – gmina w północnej części meksykańskiego stanu Aguascalientes. Według spisu ludności z roku 2015, gminę zamieszkuje  53 866 mieszkańców. Gęstość zaludnienia wynosi 140 osób na kilometr kwadratowy. Stolicą jest miasto o tej samej nazwie - Rincón de Romos.
Gmina Rincón de Romos graniczy z San José de Gracia od zachodu, z Cosío od północy, z Tepezalá od wschodu, a z Pabellón de Arteaga od południa.

## Miasta i wsie
Według spisu z 2010 roku największymi miastami i wsiami gminy są:
| Nazwa                    | Ludność |
| ------------------------ | ------- |
| Rincón de Romos          | 27 988  |
| Pabellón de Hidalgo      | 4 316   |
| Pablo Escaleras          | 2 790   |
| San Jacinto              | 2 356   |
| El Bajío                 | 1 278   |
| California               | 935     |
| La Boquilla              | 873     |
| El Valle de las Delicias | 769     |
| San Juan de la Natura    | 729     |
| El Saucillo              | 673     |
| Morelos                  | 662     |
| Mar Negro                | 658     |
| Puerta del Muerto        | 645     |
| Fresnillo                | 525     |
| Estancia de Mosqueira    | 509     |
| 16 de Septiembre         | 411     |
| Cerro del Gato           | 310     |
| Lázaro Cárdenas          | 231     |
| Rincón de Romos          | 189     |
| Túnel de Potrerillo      | 180     |